# Budmolići
Budmolići (en cyrillique : Будмолићи) est un village de Bosnie-Herzégovine. Il est situé dans la municipalité de Hadžići, dans le canton de Sarajevo et dans la fédération de Bosnie-et-Herzégovine. Selon les premiers résultats du recensement bosnien de 2013, il compte 610 habitants.

## Démographie

### Évolution historique de la population
| 1948 | 1953 | 1961 | 1971 | 1981 | 1991 | 2013 |
| ---- | ---- | ---- | ---- | ---- | ---- | ---- |
| -    | -    | 344  | 429  | 476  | 530  | 610  |

|  |

### Répartition de la population par nationalités (1991)
En 1991, les 530 habitants du village étaient tous Musulmans (bosniaques).

### Communauté locale
En 1991, la communauté locale de Budmolići comptait 911 habitants, répartis de la manière suivante :